# Llengües jívaro-capahuanes
Les llengües jívaro-cahuapanes són una família de llengües hipotètica, formada per les llengües jívaro i les llengües cahuapanes, sent tots dos grups de llengües geogràficament adjacents i parlades al Nord del Perú i l'Equador.
Aquesta hipòtesi es basa en un conjunt de coincidències lèxiques, considerades prometedores com a indicadors d'un parentiu real entre tots dos grups de llengües. No obstant això, l'evidència disponible indica simplement que la proposta de parentiu és raonable, però no concloent.

## Història de la hipòtesi
En la classificació del lingüista mexicà Jorge Alberto Suárez (1974), la família jívara es connecta amb la família cahuapana. Kaufman (1990) considera raonable el parentiu, que en un altre treball (Kaufman, 1990) proposa també una relació entre el candoshi, omurano (mayna) i taushiro, aquesta proposada resulta interessant perquè en última instància existeixen multitud de propostes que relacionen d'alguna manera nombroses famílies o llengües del nord del Perú, que al seu torn podrien estar relacionades amb les llengües jívaro-cahuapanes.
En aquesta línia interessant és la ulterior relació hipotètiques amb algunes altres llengües, generalment considerades llengües aïllades, com el candoshi o fins i tot l'urarina. David L. Payne (1981) va investigar la possible relació entre les llengües jívaro i el candoshi, proposta anteriorment per Greenberg, i encara que va trobar similituds lèxiques, va considerar que es tractava de préstecs lèxics en pertànyer la majoria d'ells a termes de la flora i la fauna. En David L. Payne (1990: 84–5) ja no es considera el jívaro-candoshi com una unitat filogenètica convincent, i esmenta similituds entre el candohi, el arawak i el del Carib.

## Evidència en favor de la hipòtesi
Els autònims usats pels parlants de tots dos grups suggereixen una denominació comuna. En llengües jívares es tenen les autodenominacions achuar, shiwiar i shuar totes elles deriven del proto-jívaro *šiwar(a) 'home'. D'altra banda en les llengües cahuapanes es té: šiwila (jebero) i šhawi, šayawit- (chayahuita), que semblen relacionades amb el proto-jívaro.
A més en jebero (cawapano) es té la marca de plural de tercera persona -na, mentre que en aguaruna (jívaro) es té -(i)na amb el mateix significat. Encara que aquesta mateixa marca apareix també en dues famílies pròximes considerades sense relació amb el jívaro-cawapano (záparo i urarina). A més existeixen formes lèxiques com (i)la teva 'dir' (jrbero) comparables amb tu 'dir' (shuar).

## Comparació lèxica
Les següent taula compara els pronoms personals en diverses llengües jívaro-cahuapanas::
| GLOSA               | Jíbaro | Jíbaro   | Cawapano |
| GLOSA               | Shuar  | Aguaruna | Jebero   |
| ------------------- | ------ | -------- | -------- |
| 1a persona singular | wi     | wi       | koa      |
| 2a persona singular | ame    | áme      | kenma    |
| 3a persona singular | au     | nii      | nana     |
| 1a persona plural   | ii     | ii       | kuda     |
| 2a persona plural   | atum   | átum     | keñmáma  |
| 3a persona plural   | au     | díta     | nauba    |